# سليمان بن حاصدي
سليمان بن حاصدي هو حاخام يهودي عراقي وزعيم اليهودية القرائية وابن حاصدي بن حزقيا. عاش في العراق خلال القرن الثاني عشر، وكان رأس الجالوت التاسع والأخير لحركة اليهودية القرائية. وفي عهده تم تدمير مجتمع اليهود القرائيين على يد الدولة السلجوقية.